# محمود فلاح
محمود فلاح (زاده ۱۳۲۴ – درگذشته ۱ آبان ۱۳۹۹) تهیه‌کننده ایرانی بود. او در سال ۱۳۴۷ با ورود به تلویزیون ملی ایران فعالیت حرفه‌ای خود را آغاز کرد، وی مدیریتهای مختلف در سازمان صدا وسیما را بر عهده داشت و پس از بازنشستگی تهیه کنندگی چندین سریال و فیلم سینمایی را با موفقیت به انجام رساند.
از کارهای شاخص وی تهیه کنندگی سریال مختارنامه بود که عظیم‌ترین سریال تاریخی ساخته شده در ایران است و ساخت آن هشت سال به طول انجامید.

## تهیه‌کننده
| فیلم                           | سال ساخت  | کارگردان          | توضیحات                                                       |
| ------------------------------ | --------- | ----------------- | ------------------------------------------------------------- |
| رسم عاشق کشی                   | ۱۳۸۲      | خسرو معصومی       | سینمایی                                                       |
| جایی در دوردست                 | ۱۳۸۴      | خسرو معصومی       | سینمایی                                                       |
| چند کیلو خرما برای مراسم تدفین | ۱۳۸۴      | سامان سالور       | سینمایی                                                       |
| چراغی در مه                    | ۱۳۸۶      | پناه بر خدا رضایی | سینمایی                                                       |
| کلبه                           | ۱۳۸۷      | جواد افشار        | سینمایی (نام دیگر این فیلم "بیرون آوردن مردگان" است)          |
| آوای جبرییل                    | ۱۳۸۷      | سیروس رنجبر       | سینمایی                                                       |
| بدون اجازه                     | ۱۳۸۹      | مرتضی هرندی       | سینمایی                                                       |
| ابرهای ارغوانی                 | ۱۳۹۰      | سیامک شایقی       | سینمایی                                                       |
| قبیله عشق                      | ۱۳۸۰      | علی شاه حاتمی     | سریال                                                         |
| خوش‌رکاب                        | ۱۳۸۱      | علی شاه حاتمی     | سریال                                                         |
| تفنگ سرپر                      | ۱۳۸۱      | امرالله احمدجو    | سریال                                                         |
| O مثبت                         | ۱۳۸۳      | علی شاه حاتمی     | سریال                                                         |
| خوش غیرت                       | ۱۳۸۳      | علی شاه حاتمی     | سریال                                                         |
| وارث                           | ۱۳۸۳      |                   | سریال                                                         |
| فصل زرد                        | ۱۳۸۴      | محمدرضا زهتابی    | سریال (نام دیگر این فیلم "حدیث پروانه" است)                   |
| بوی خوش زندگی                  | ۱۳۸۵      | علی شاه حاتمی     | سریال                                                         |
| زیر چتر خورشید                 | ۱۳۸۶      | بهمن زرین‌پور      | سریال                                                         |
| آخرین انفجار                   | ۱۳۸۷      |                   | سریال                                                         |
| کلانتر                         | ۱۳۸۷      | محسن شاه محمدی    | ۱۳ قسمت                                                       |
| کودک                           | ۱۳۸۷      |                   | سریال ۲۶ قسمتی (نام دیگر این فیلم "جوجه پلیس شهر میوه هاً است) |
| آبی مثل دریا                   | ۱۳۸۷      | ابوالقاسم معارفی  | سریال ۱۳ قسمتی                                                |
| بر مدار چلیپا                  | ۱۳۸۹      |                   | فیلم تلویزیونی                                                |
| معرفی موسیقی                   | ۱۳۸۹      | بهمن بوستانی      | ۲۶ برنامه معرفی موسیقی اصیل ایرانی                            |
| بهار عشق                       | ۱۳۸۰      | محمد پایداری      | فیلم تلویزیونی                                                |
| مهربانو                        | ۱۳۸۴      |                   | فیلم تلویزیونی                                                |
| گره آخر                        | ۱۳۸۴      |                   | فیلم تلویزیونی                                                |
| خواب عجیب                      | ۱۳۸۶      |                   | فیلم تلویزیونی                                                |
| بازگشت                         | ۱۳۸۶      | حسین سحرخیز       | فیلم تلویزیونی                                                |
| قربانی                         | ۱۳۸۷      | علی شاه حاتمی     | فیلم تلویزیونی                                                |
| گروهبان                        | ۱۳۸۷      | علی شاه حاتمی     | فیلم تلویزیونی                                                |
| مرخصی شب عید                   | ۱۳۹۰      | بهروز خلجی        | فیلم تلویزیونی                                                |
| مختارنامه                      | ۱۳۸۹–۱۳۸۱ | داود میر باقری    | سریال تاریخی ۴۰ قسمتی                                         |

## سمت‌ها
- مدیر فنی مرکز تلویزیون خلیج فارس در سال ۱۳۴۸–۱۳۴۷
- مدیر فنی مرکز اصفهان سال‌های ۱۳۵۰–۱۳۴۸
- مدیر هماهنگی واحد رپرتاژ و مدیر واحد رپرتاژ سال‌های ۱۳۵۷–۱۳۵۲
- از ۱۳۵۷ تا ۱۳۷۲ به عنوان مشاور ریاست سازمان صدا و سیما، مدیر کل تولید سیما، مدیر پشتیبانی فنی و تولید صدا وسیما و مدیر واحد رپرتاژ صدا و سیما فعالیت خود را ادامه داد.
- در مهر ماه ۱۳۷۲ تحت عنوان مهندس فنی ارشد بازنشسته شد و تا خرداد ۱۳۷۵ بنا به درخواست صدا و سیما ادامه همکاری داد.

## دیدگاه‌ها
اگر برای ساخت فیلم‌های دینی حمایت لازم شود، هنرمندانی داریم که بتوانند از پس ساخت آثاری با این موضوع برآیند البته مهم‌ترین معضل، سرمایه‌گذاری است/ حتی اگر ساخت سریال‌های بلند امکان‌پذیر نیست، می‌توان روی تله فیلم‌های پربیننده تمرکز کرد.